# Курипко, Алексей Алексеевич
Алексей Алексеевич Курипко (24 февраля 1961, Днепропетровская область — март 2021, Ростов-на-Дону) — российский художник.

## Биография
Окончил художественно-графический факультет Ростовского педагогического института в 1988 году.
С 1988 по 2012 год преподавал в Ростовском художественном училище им. М. Б. Грекова и на художественно-графическом факультете РГПИ, работал художником компьютерной графики, ассистентом режиссёра в государственной телерадиовещательной компании «Дон-ТР», Ростовском областном музее изобразительных искусств, галерее Марата Гельмана (Москва).
Участвовал в выставках с 1987 года.
Умер в Ростове-на-Дону в марте 2021 года.

## Избранные выставки
- 2014 — «ЦЕНЗУРА-ШЛЮ-ХА-ХА». Проект Марата Гельмана «Культурный альянс», Москва.[3]
- 2013 — Московская 5 биеннале современного искусства, Москва.[4]
- 2012 — «Вертикаль». «Московский театр «Школа современной пьесы», Галерея «КОМНАТА», Москва[5].
- 2012 — «Город, который мы проходим мимо». Зверевский центр современного искусства, Москва.
- 2011 — «Заложники пустоты». Государственная Третьяковская галерея, 4 Московская биеннале современного искусства, Москва[6].
- 2011 — «Хорошие перспективы». 4 Московская биеннале современного искусства, Москва[7].
- 2011 — Выставка-проект «Город-Феникс». Музей и общественный центр имени А. Д. Сахарова [8], Москва.
- 2010 — «Концептуализм: здесь и там». Первая Южно-российская биеннале современного искусства. МСИИД, Ростов-на-Дону[9][10]. Каталог.
- 2009 — 3 Московская биеннале современного искусства, Москва. Каталог.[11].
- 2009 — «REMAKE», М-галерея, Ростов-на-Дону.[12]
- 2008 — «Small». Галерея М&Ю Гельман, Москва[13].
- 2007 — VIII Медиа форум ХХVIX Московского Международного Кинофестиваля, Москва[14]
- 2006 — VII Медиа форум XXVIII Московского Международного Кинофестиваля, Москва[15]. Каталог.
- 2005 — «Человек не умеет быть голым». Музей современного изобразительного искусства на Дмитровской, Ростов-на-Дону[16][17]. Каталог.
- 2004 — «АРТСтрелка», Проект «Ненормативные девочки», Москва.
- 2004 — Международный фестиваль современного искусства «АртКлязьма», Москва[18][19][20]. Каталог.
- 2003 — Международный фестиваль современного искусства «АртКлязьма», Москва[19].
- 2000 — «Русский пост» (совм. с И. Тулуповым и А. Черновым). Галерея «АЗ», Москва[21].

## Галерея

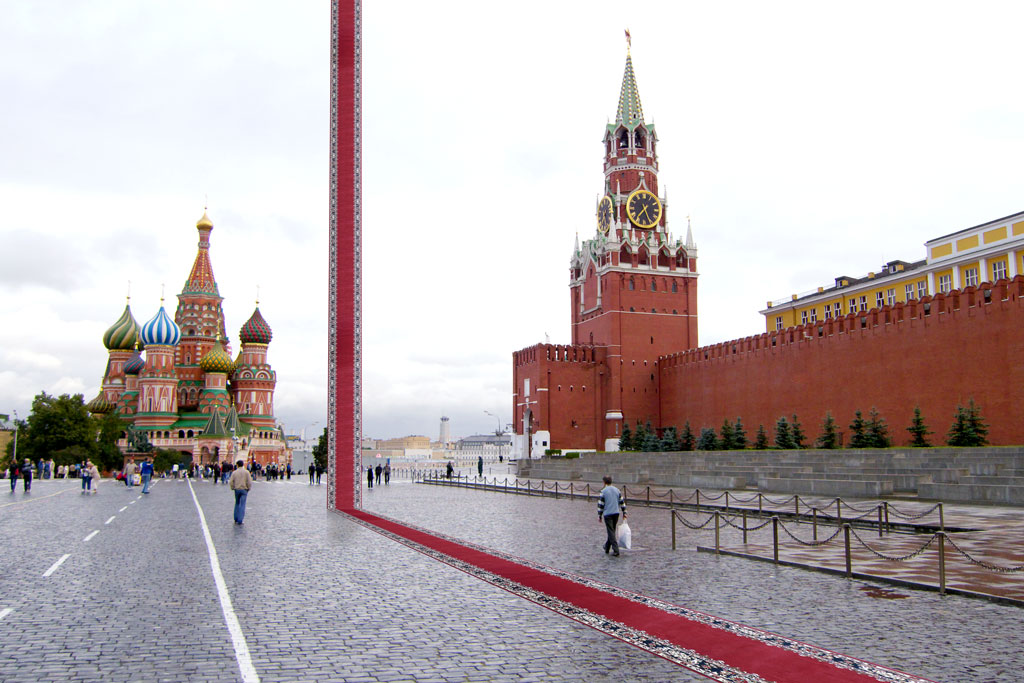
Из проекта «Вертикаль», 2009 г.
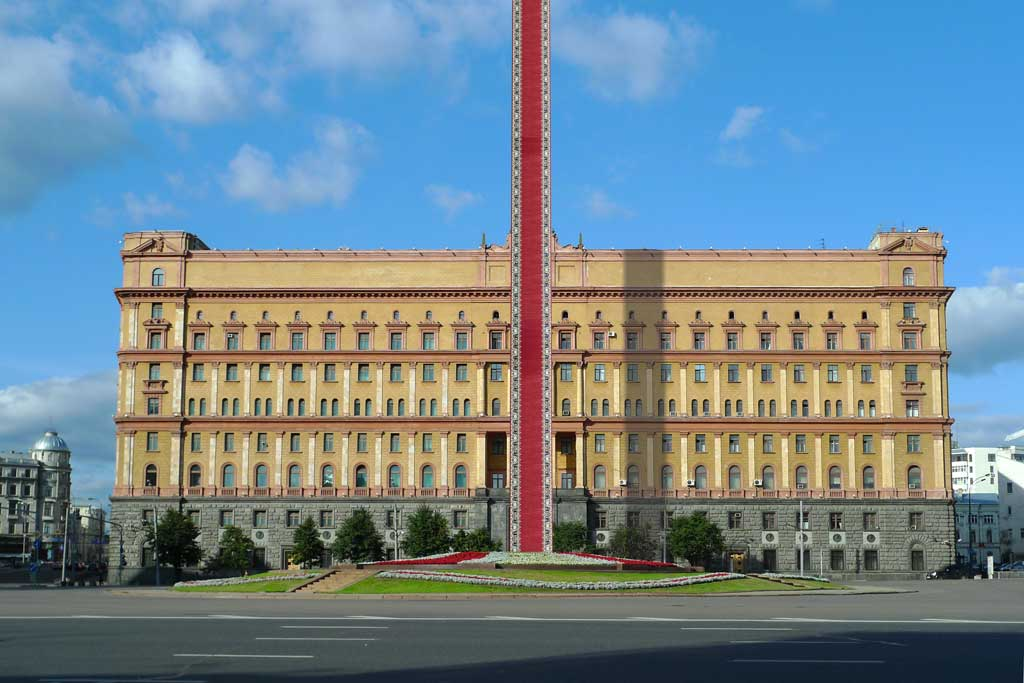
Из проекта «Вертикаль», 2009 г.
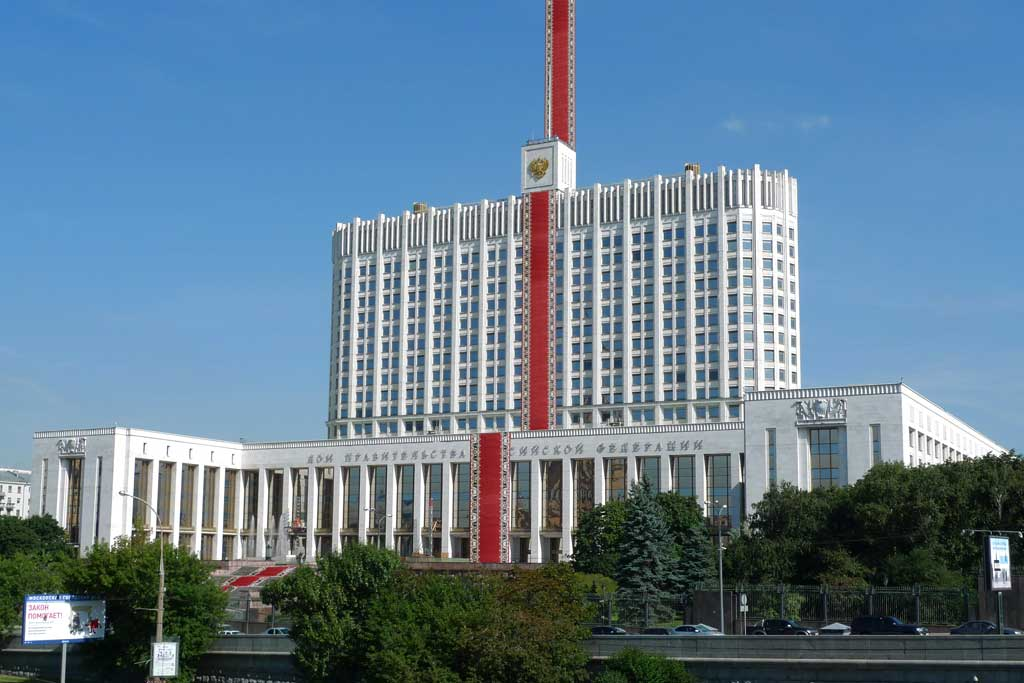
Из проекта «Вертикаль», 2009 г.
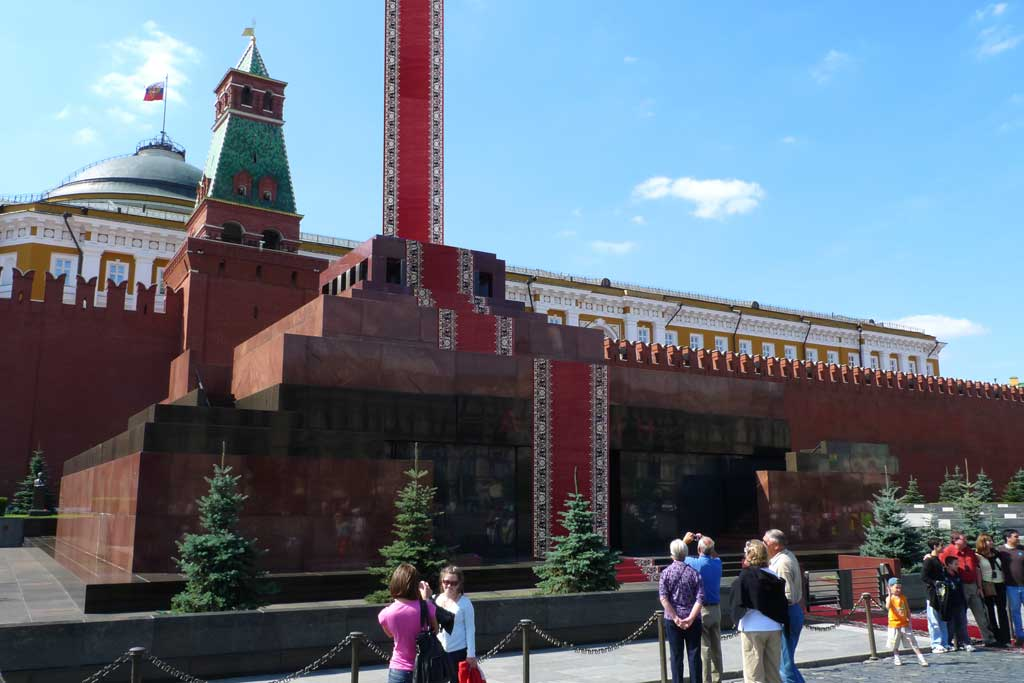
Из проекта «Вертикаль», 2009 г.
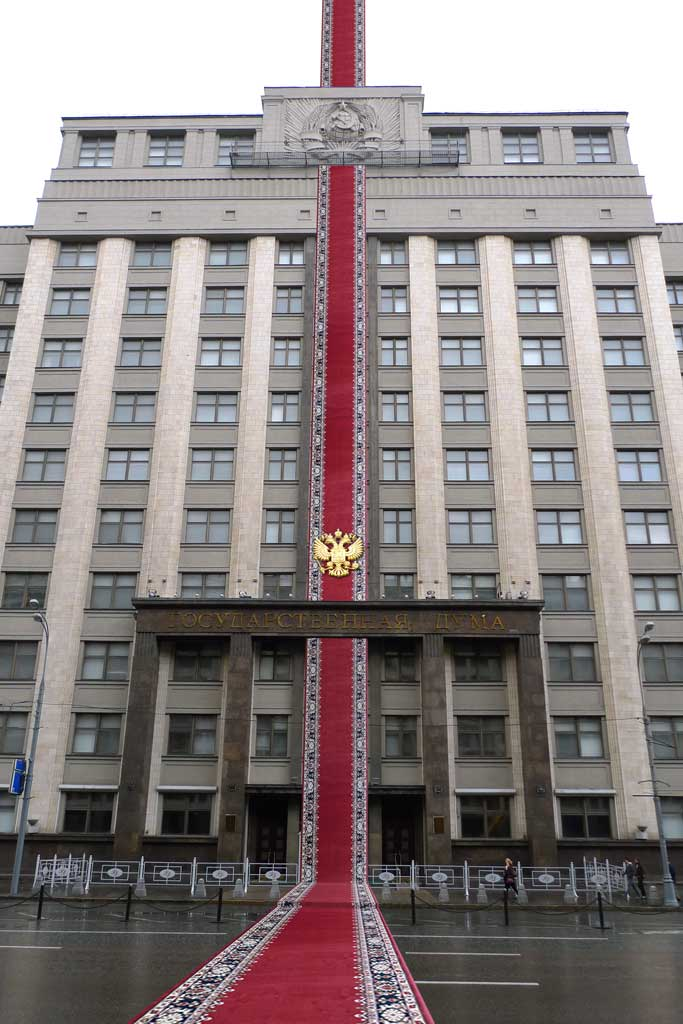
Из проекта «Вертикаль», 2009 г.
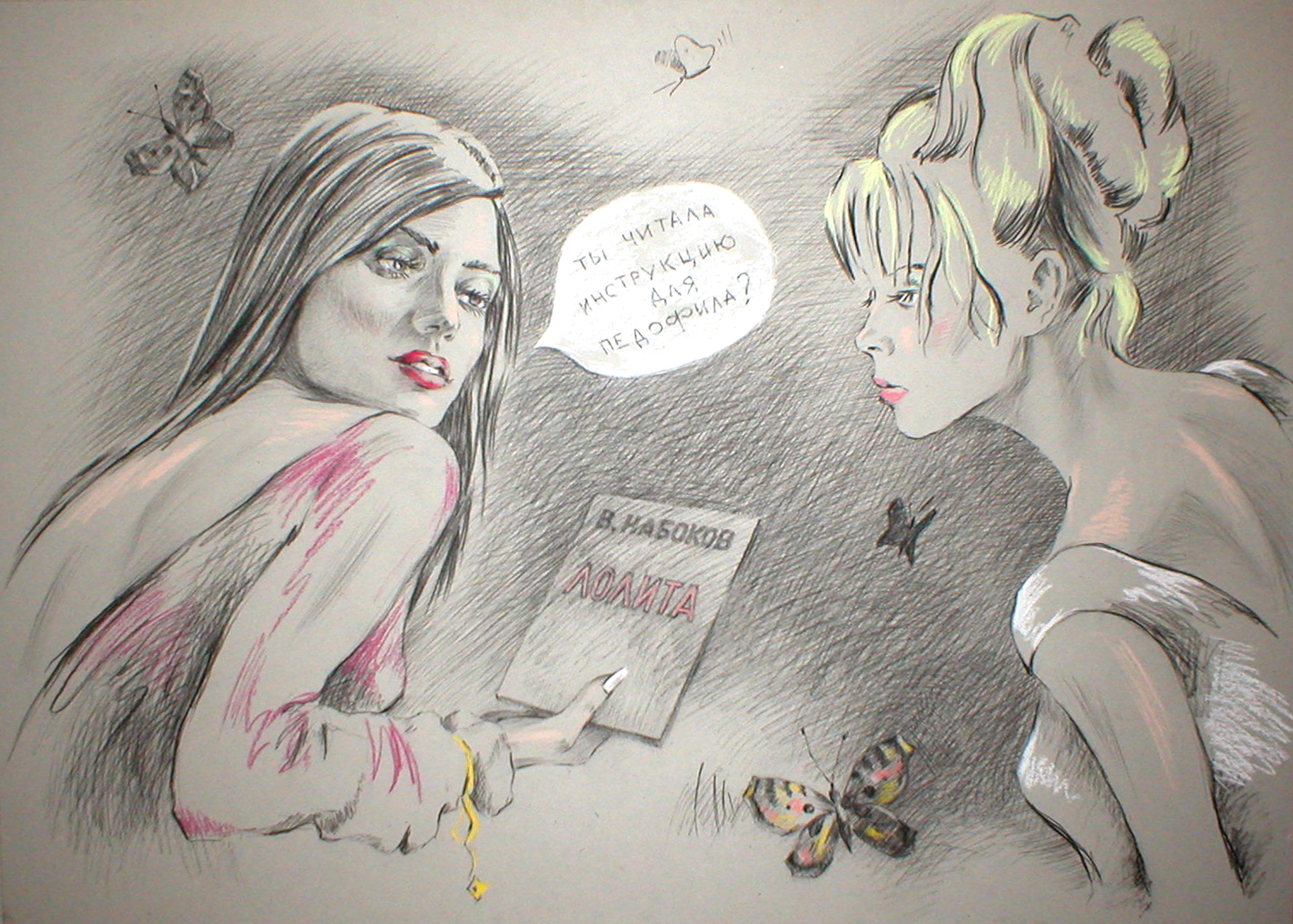
Из проекта «Ненормативные девочки», 2004 год.
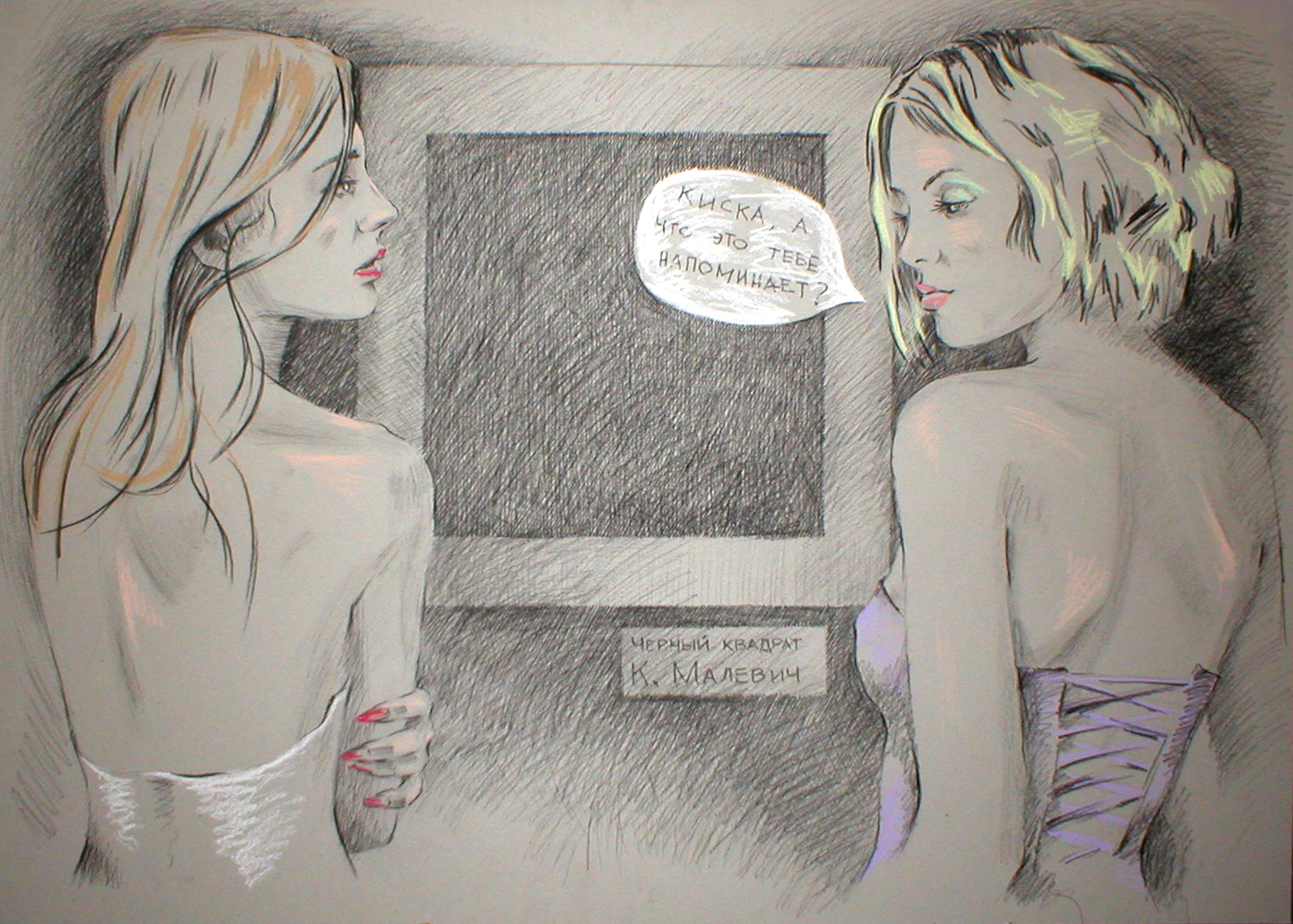
Из проекта «Ненормативные девочки», 2004
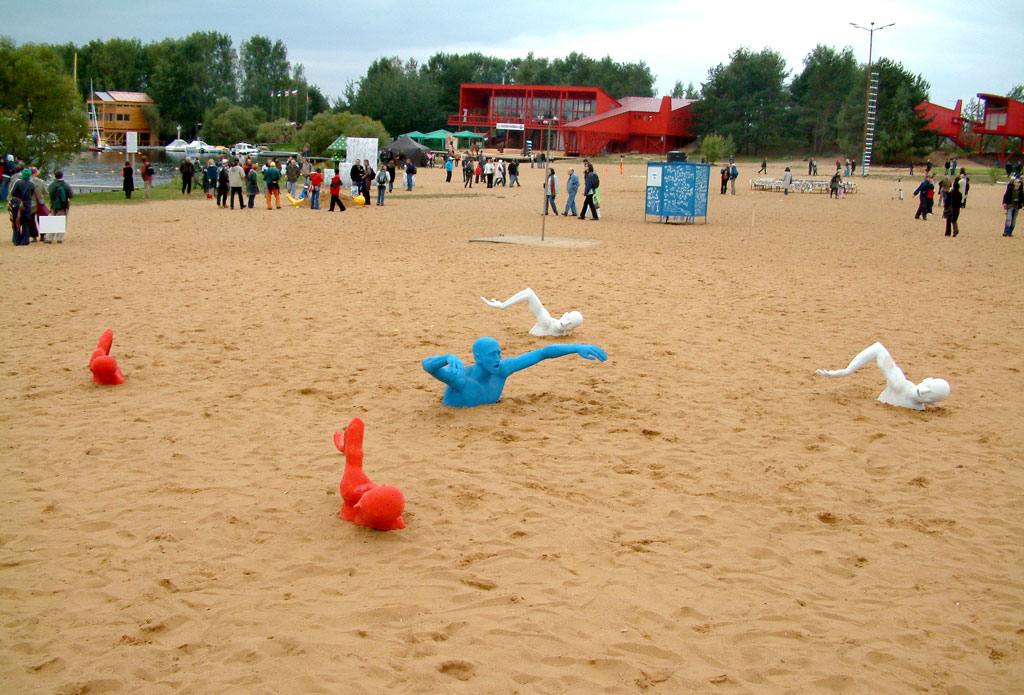
«Татуировка». Международный фестиваль современного искусства «АртКлязьма 2004»
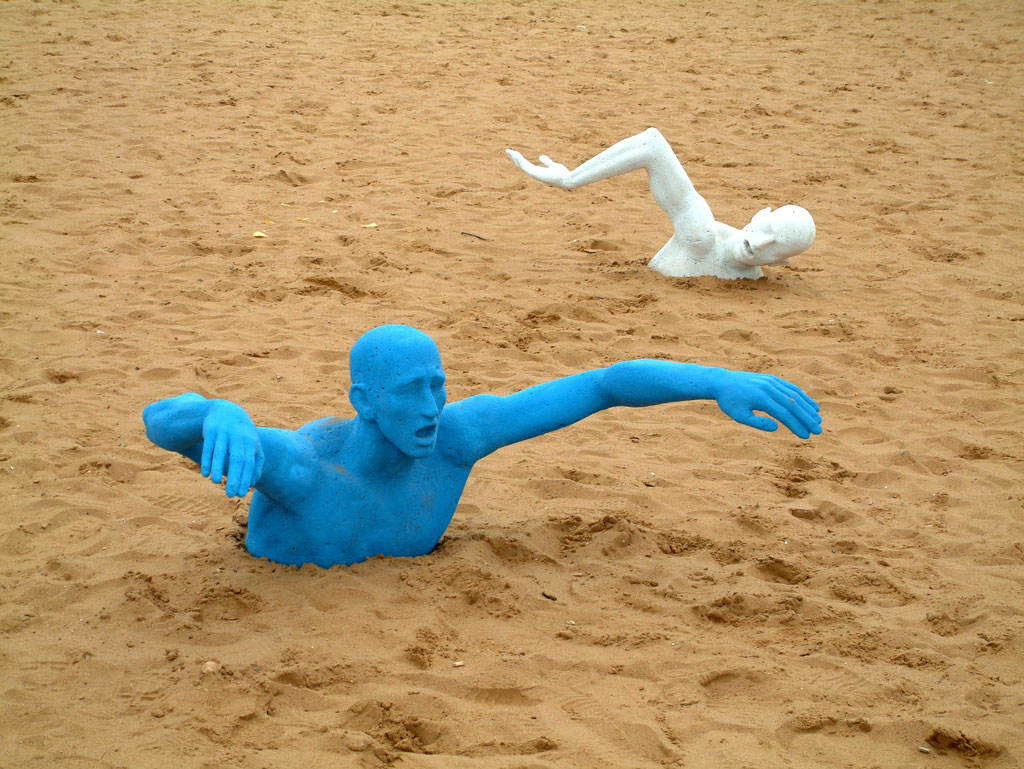
«Татуировка». Международный фестиваль современного искусства «АртКлязьма 2004»
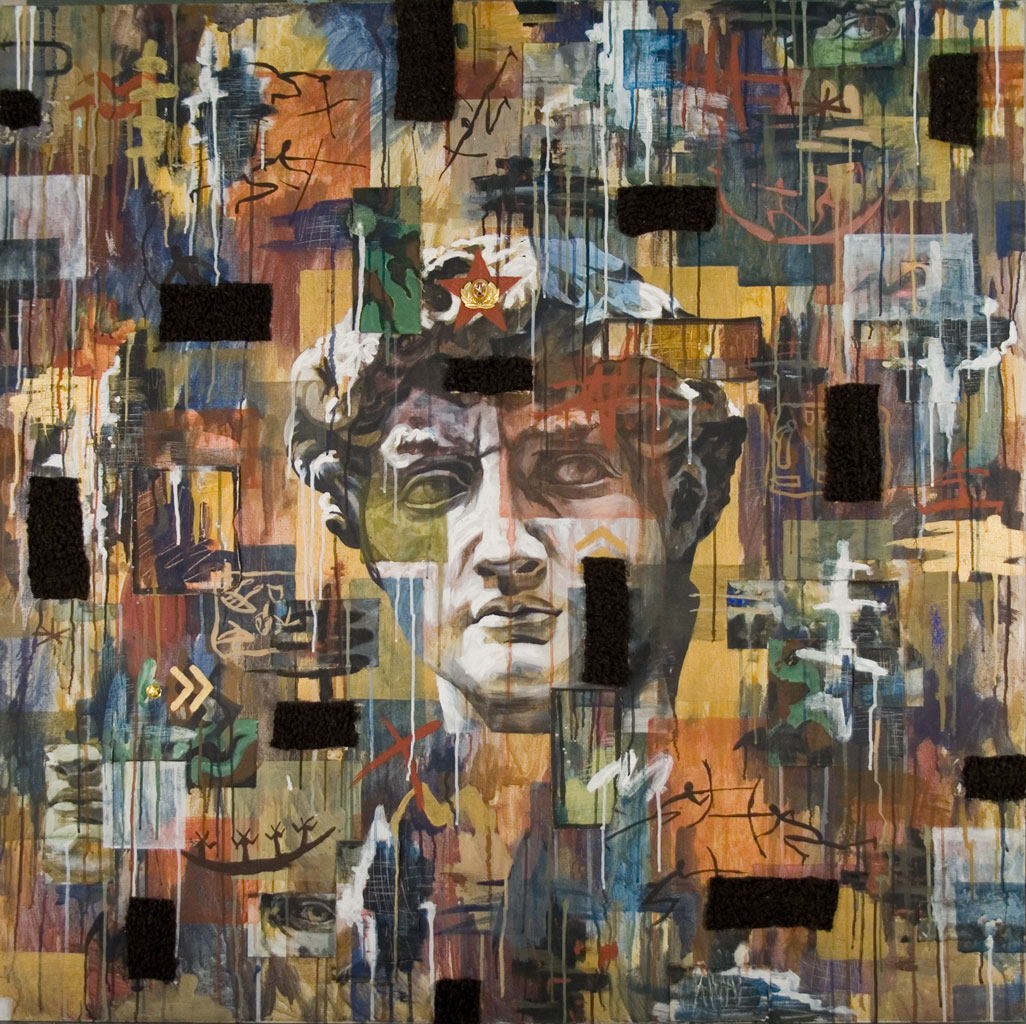
«Герой». Из проекта «Бесконечность цитаты», 2000 г.
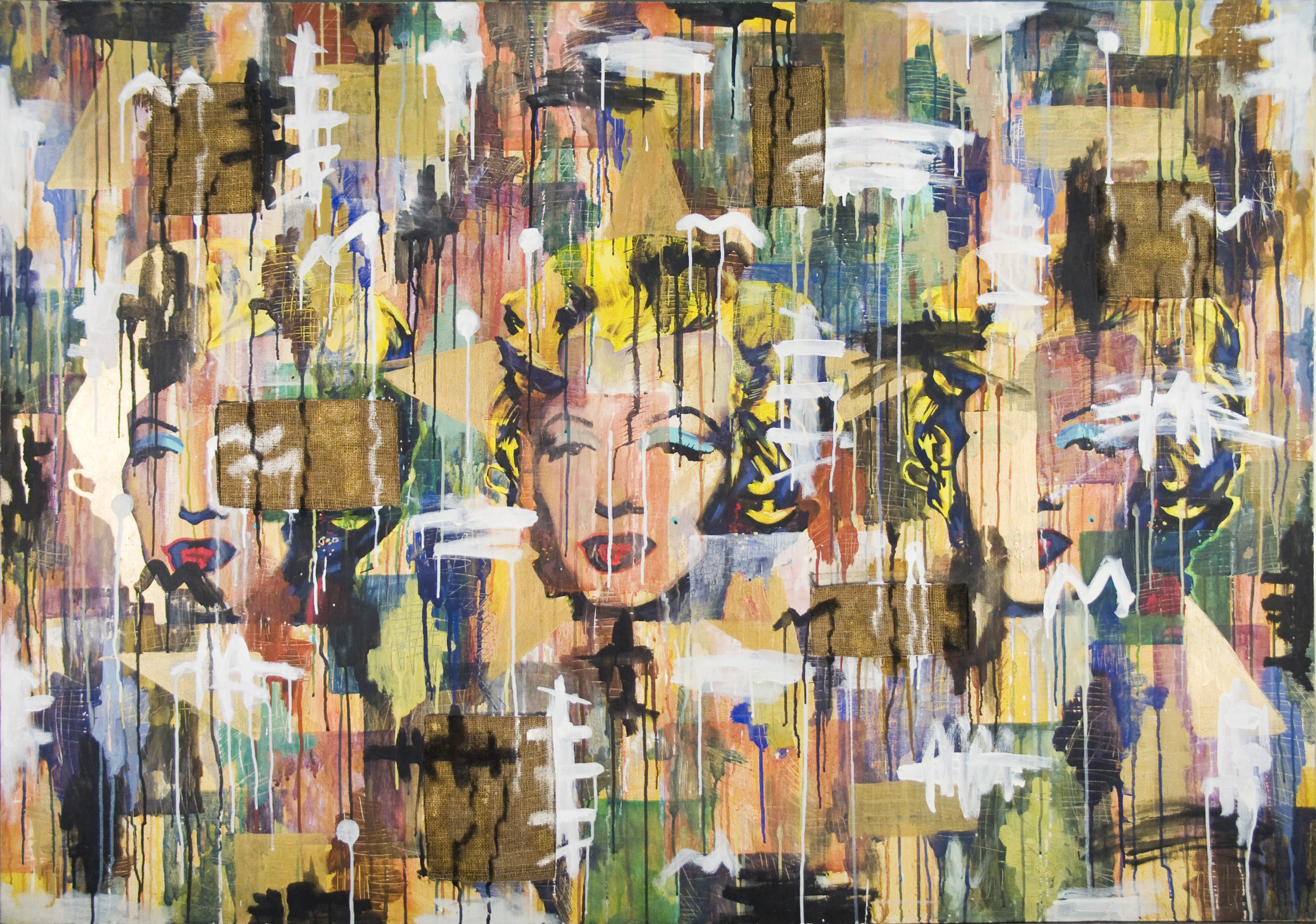
«Больше блондинок». Из проекта «Бесконечность цитаты», 2000 г.
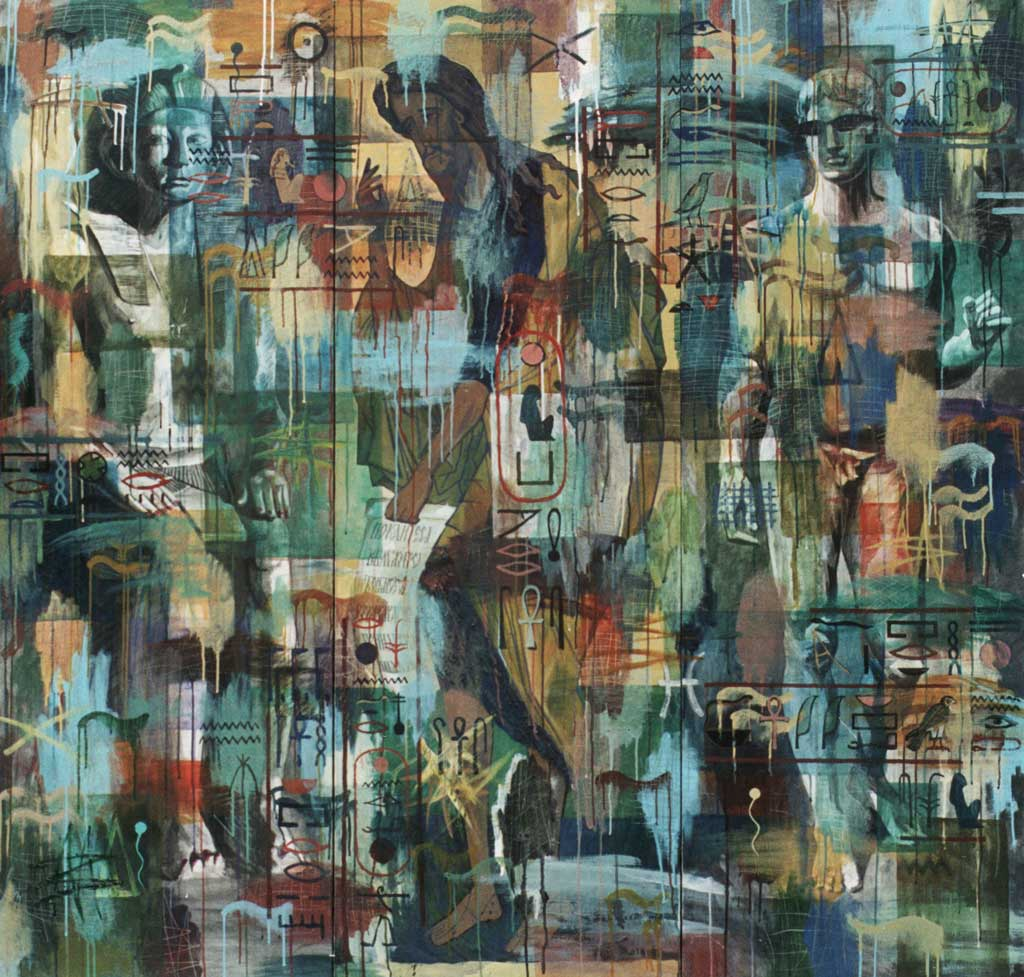
«Три президента». Из проекта «Бесконечность цитаты», 2000 г.
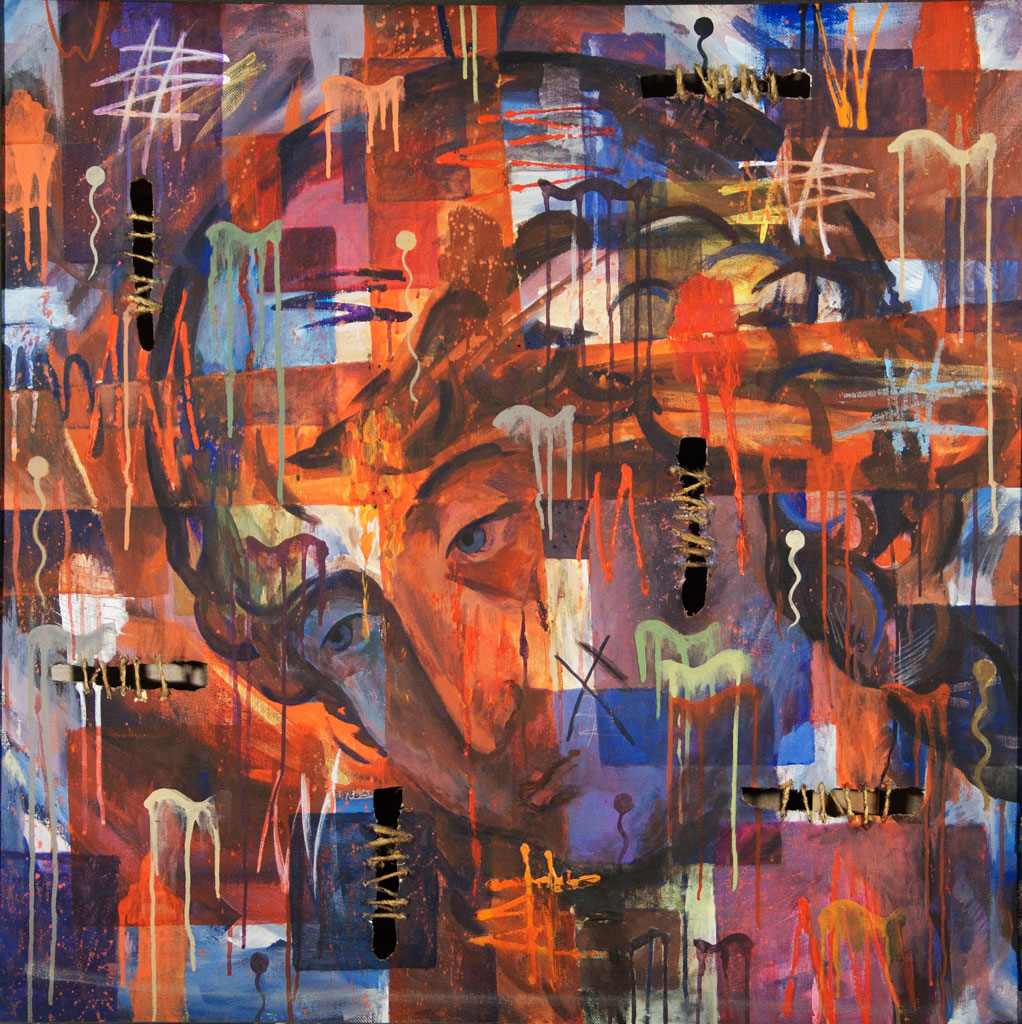
«Портрет-юноши». Из проекта «Бесконечность цитаты», 2000 г.
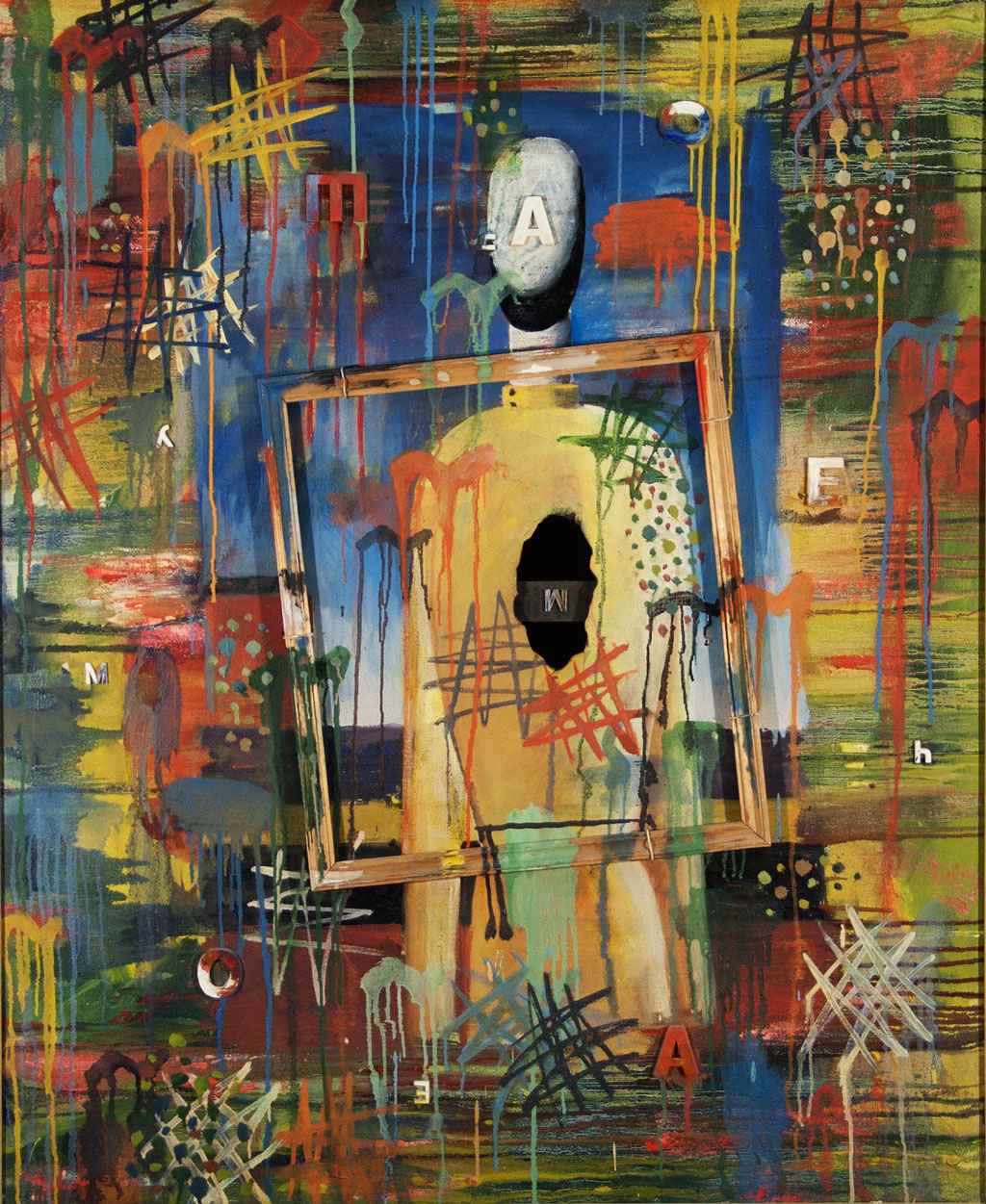
«Композиция №17. Из проекта «Бесконечность цитаты», 2000 г.